# Arsène Lupin (1932)
Arsène Lupin is een Amerikaanse misdaadfilm uit 1932 onder regie van Jack Conway.

## Verhaal
De meesterdief Arsène Lupin is de schrik van Parijs. Hij daagt de politie zelfs uit door te beweren dat hij de Mona Lisa zal stelen. De politie is Lupin op het spoor en ze halen een geheim wapen van stal.

## Rolverdeling
| Acteur           | Personage                 |
| ---------------- | ------------------------- |
| John Barrymore   | Hertog van Charmerace     |
| Lionel Barrymore | Guerchard                 |
| Karen Morley     | Sonia                     |
| John Miljan      | Prefect                   |
| Tully Marshall   | Gaston Gourney-Martin     |
| Henry Armetta    | Man van de sheriff        |
| George Davis     | Man van de sheriff        |
| John Davidson    | Butler van Gourney-Martin |
| James T. Mack    | Laurent                   |
| Mary Jane Irving | Marie                     |